# Ectenessa villardi
Ectenessa villardi là một loài bọ cánh cứng trong họ Cerambycidae.